# Ambondro
Ambondro è una città e comune del Madagascar situata nel distretto di Ambovombe, regione di Androy. 
La popolazione del comune rilevata nel censimento 2001 era pari a 9 915 unità.